# Ridge Racer Drift
Ridge Racer Drift es un videojuego de carreras de estilo arcade para teléfonos móviles, parte de la serie Ridge Racer. Fue desarrollado en 2009 originalmente en la plataforma J2ME y lanzado a principios de 2010. EA Mobile distribuyó el juego en algunos lugares tras un acuerdo entre ellos y Namco Bandai Networks Europe. Las versiones BREW, BlackBerry y Windows Mobile se lanzaron más tarde en todas las redes operadoras de Estados Unidos. En julio de 2012 se lanzó junto con otros títulos de Namco Bandai en la Nokia Store para los teléfonos de la Asha Touch.

## Jugabilidad
El juego tiene el elemento nitroso como los títulos más nuevos de "Ridge Racer". El modo Grand Prix consta de cinco recorridos y un total de nueve carreras. Las pistas se desbloquean una a una y hay un total de seis pistas. También hay una función para publicar logros en línea.

## Recepción
Jon Mundy de Pocket Gamer le dio a la versión de Java una calificación de 3,5 sobre 5, y elogió la mecánica de deslizamiento.